# Giardino Botanico Alpino Viote
Le Giardino Botanico Alpino Viote (en français : jardin botanique alpin Viote) est un jardin botanique alpin de 10 hectares exploité par MUSE - Museo delle Scienze. Il est situé à Viotte di Monte Bondone, au sud-ouest de Trente, dans le Trentin-Haut Adige en Italie.
Il est ouvert tous les jours pendant les mois chauds ; l'entrée est payante.
Le jardin a été créé en 1938. Il a été endommagé lors de la seconde Guerre Mondiale, et renouvelé en 1958. Les plantes sont regroupées par région d'origine, comme les Pyrénées, les Alpes, les Apennins, les Balkans, Carpates, le Caucase, les Amériques et l'Himalaya.

## Espèces
Les genres américains comprennent l'Arnica, Eriophyllum, Lewisia, Liatris, Phlox, Penstemon, et Silphium ; ceux de l'Himalaya comprennent Androsace, Gentiana, Incarvillea, Leontopodium, Meconopsis, Potentilla, et Veronica.
Les espèces d'intérêt particulier incluent Artemisia petrosa, Daphné petraea, Ephedra helvetica, Fritillaria tubaeformis, Linaria tonzigi, Paederota bonarota, Rhizobotrya alpina, Sanguisorba dodecandra, Saxifraga arachnoidea, Saxifraga tombeanensis, Scabiosa vestina, Silene elisabethae, et Viola dubyana. Le jardin comprend également un sentier nature de 1000 mètres à travers la végétation indigène, y compris les Drosera rotundifolia et Pinguicula vulgaris.

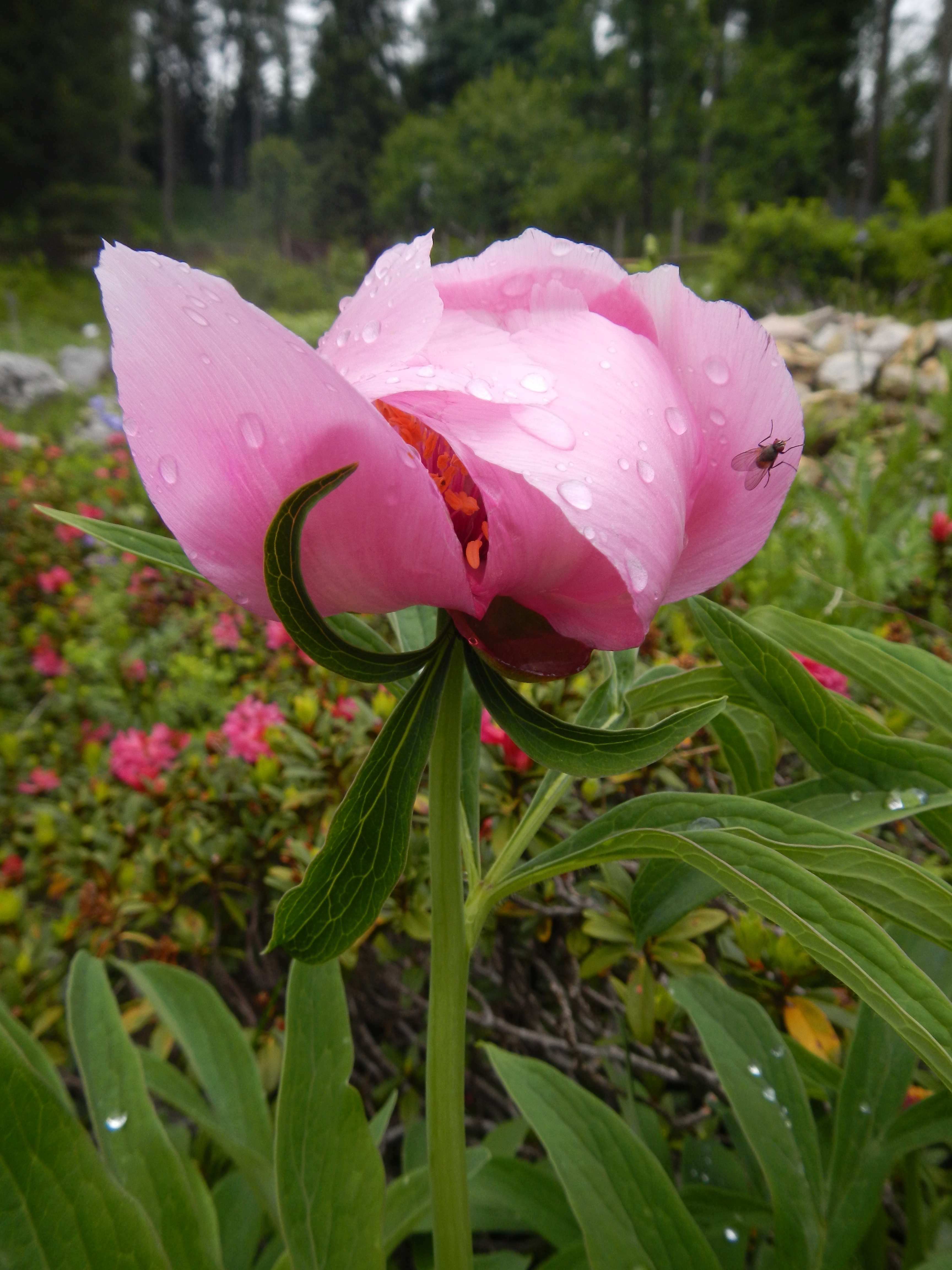
Paeonia officinalis Thunb.
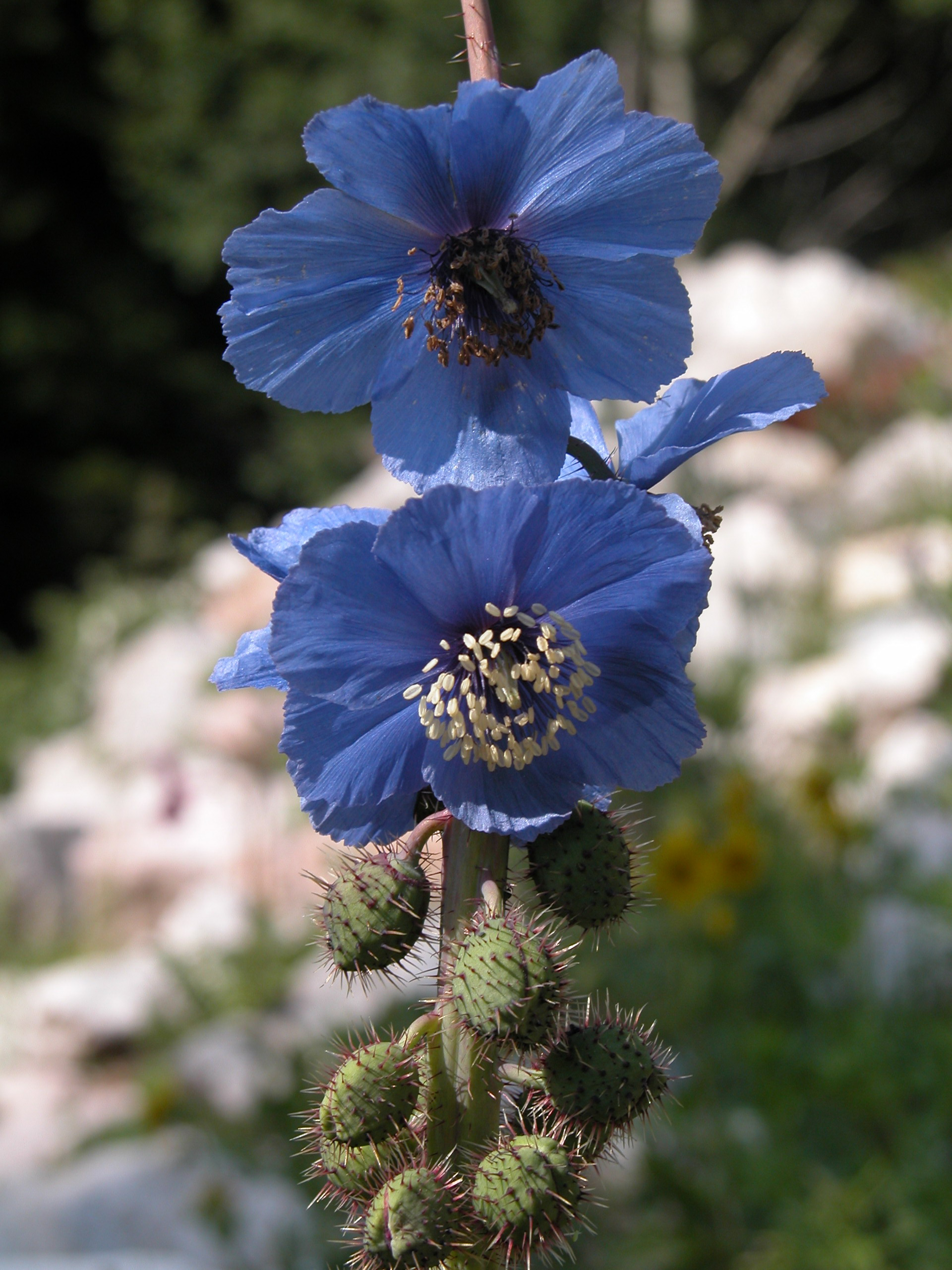
Meconopsis horridula Hook. f. & Thomson
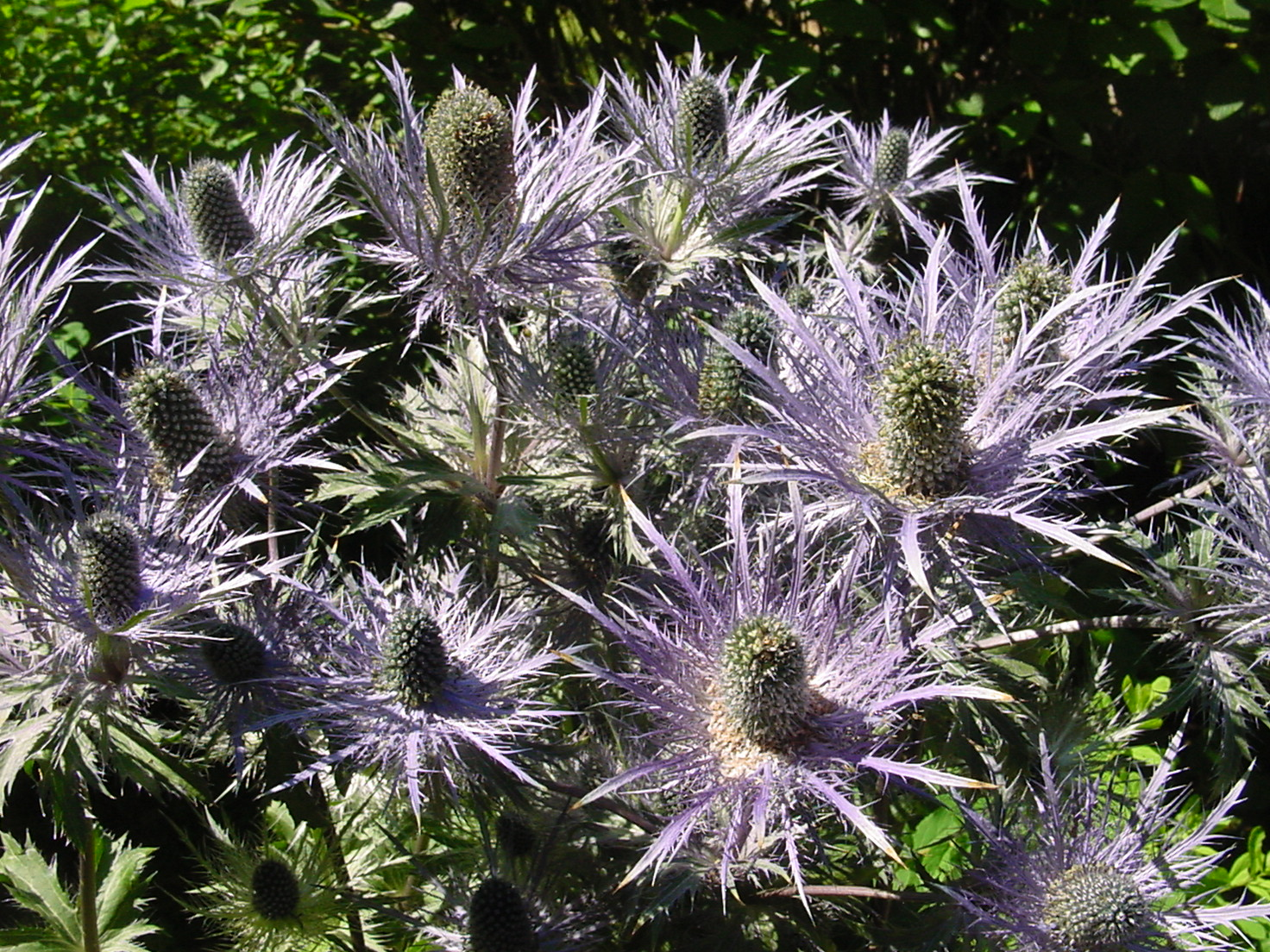
Eryngium alpinum L. (Regina delle alpi)
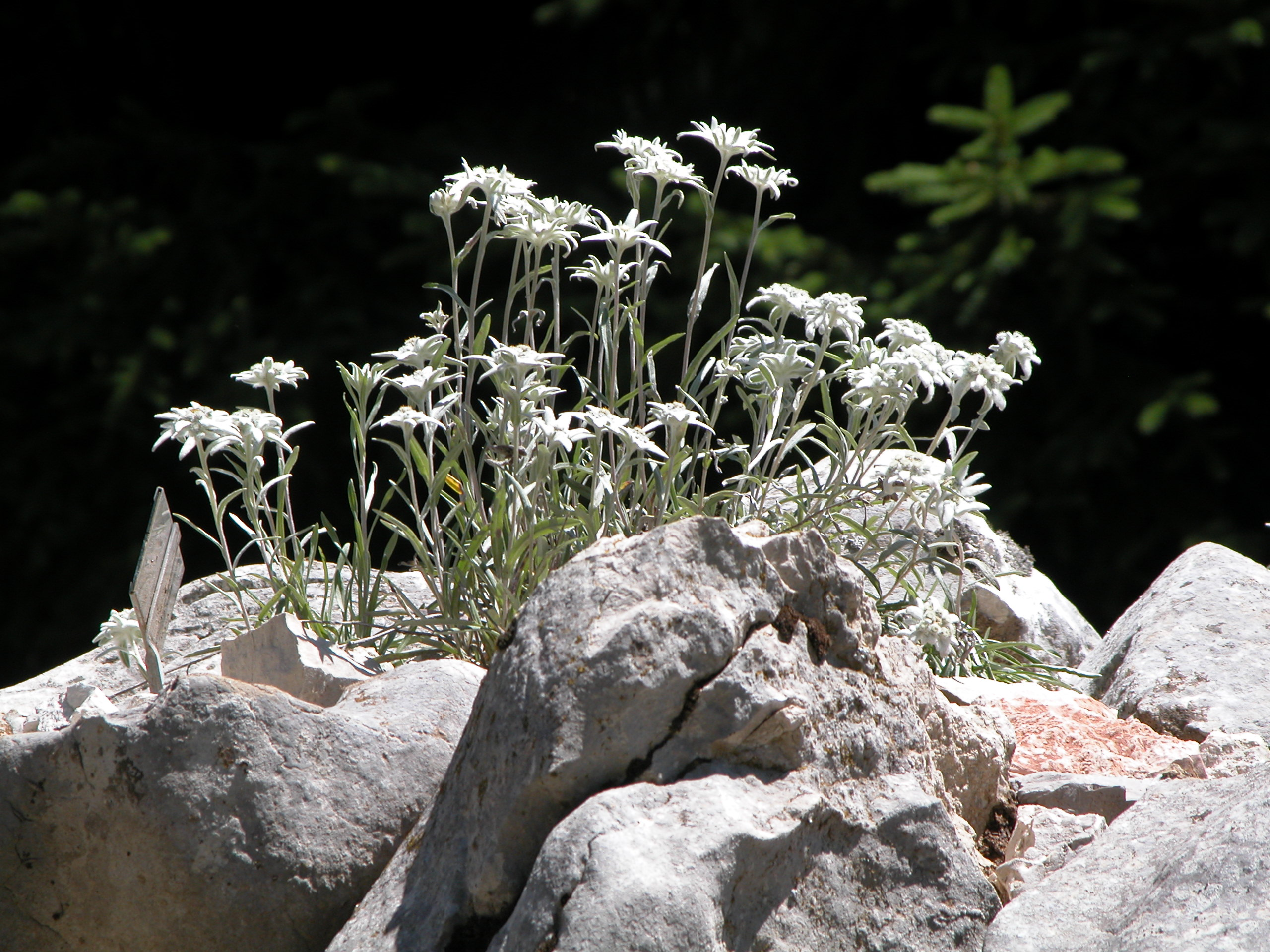
Leontopodium alpinum Cass.
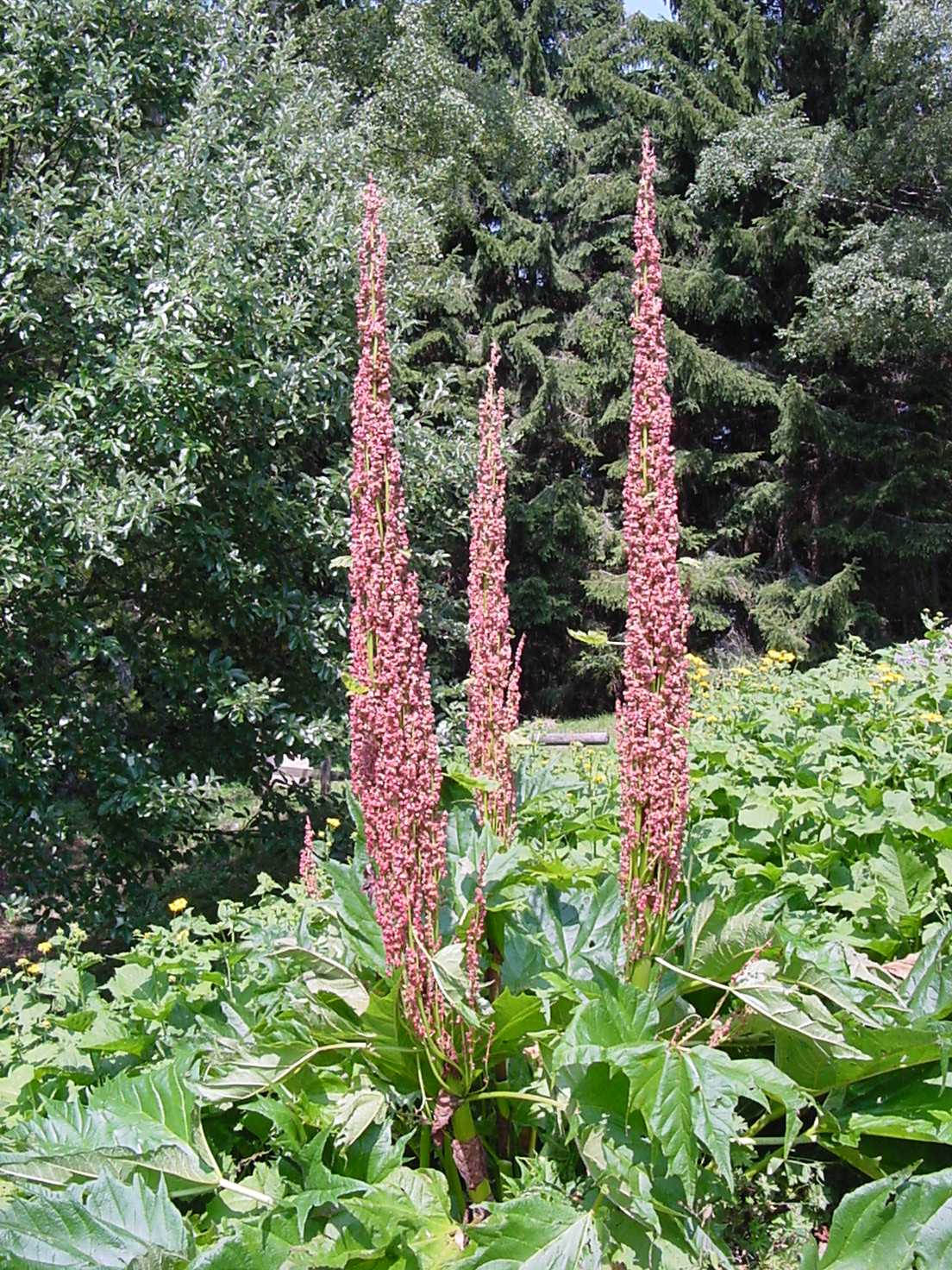
Rheum palmatum L.
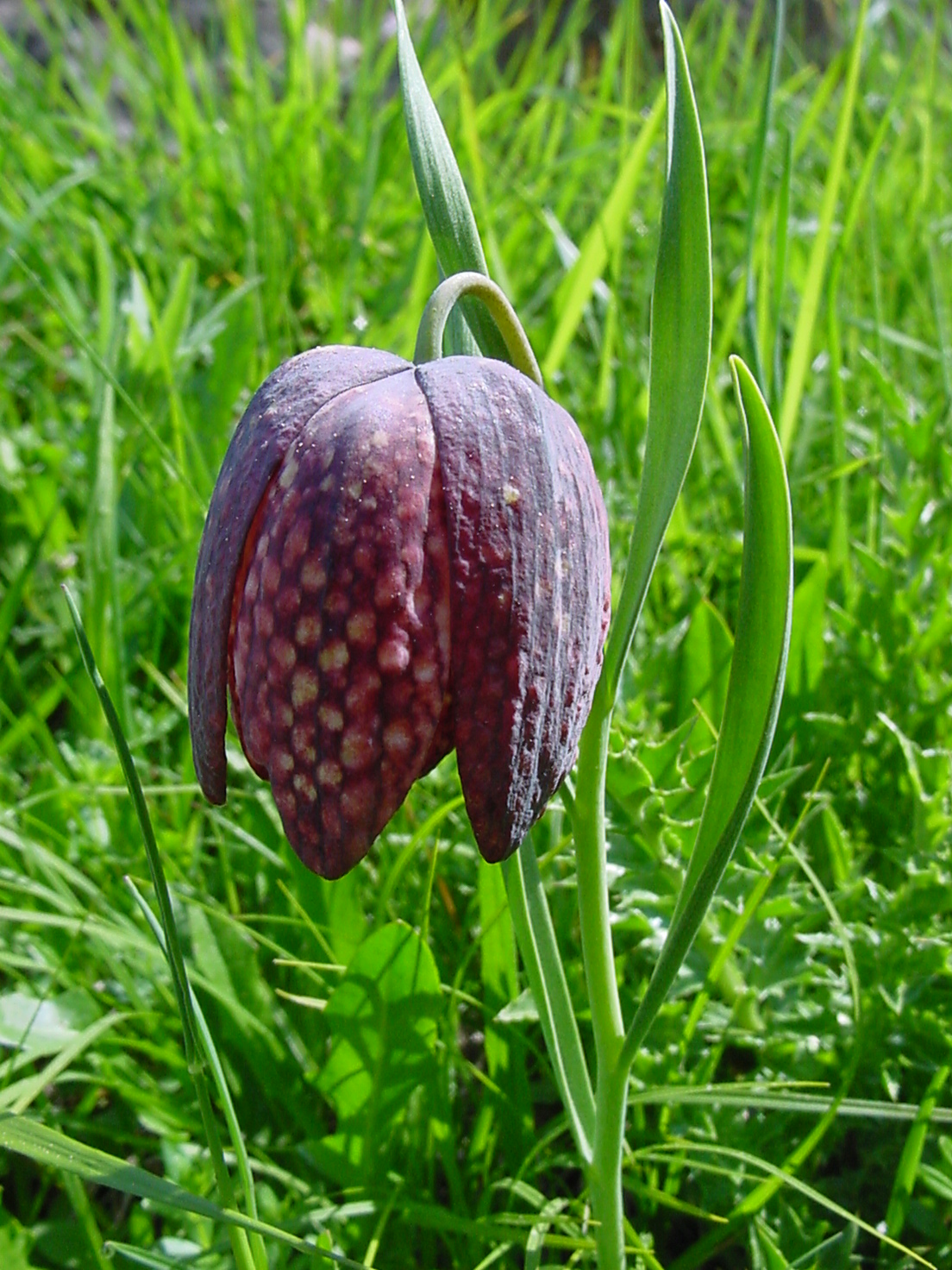
Fritillaria tubiformis Gren. & Godr
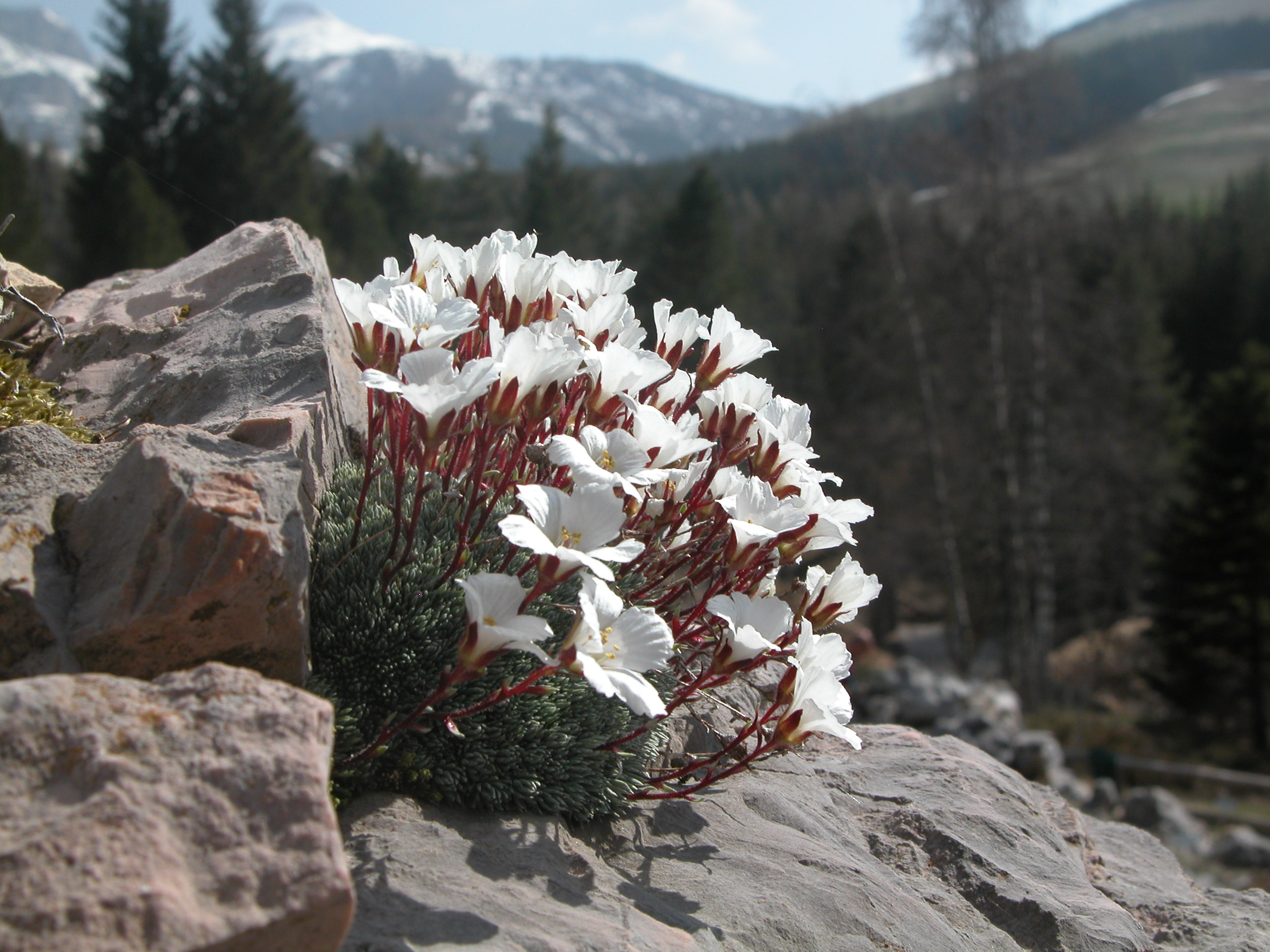
Saxifraga burseriana L.